# Chartreuse de Trèves

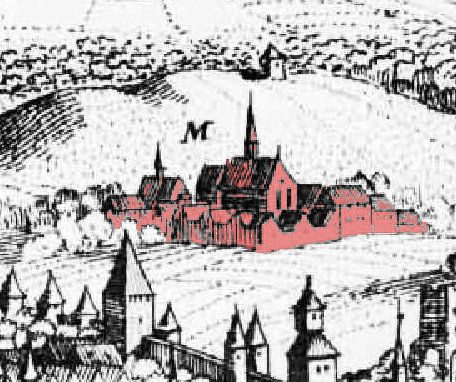
La chartreuse Saint-Alban aux portes de la ville d'après une vue de 1548, gravure de Merian de 1646

La chartreuse Saint-Alban, puis chartreuse Saint-Bruno, est une ancienne chartreuse située en Allemagne, d'abord fondée aux abords de Trèves, puis transférée à Konz (Rhénanie-Palatinat), au bord de la Moselle, à sept kilomètres de Trèves. C'est une étape rhénane du chemin de Saint-Jacques-de-Compostelle. Elle a été démolie en 1804.

## Histoire
La chartreuse est fondée en 1331 par le prince-archevêque Baudouin de Trèves sous le vocable de saint Alban. Elle est bâtie au pied du Mont-Sainte-Croix (Heiligkreuzberg), au sud des thermes impériaux et donc en dehors de l'enceinte de la ville. Adolphe d'Essen en est le prieur de 1409 à 1415 et y meurt de la peste en 1439. Avec son disciple Dominique de Prusse (mort en 1460), il propagea la prière du rosaire, selon sa forme moderne.
Pendant la Guerre de Réunion (1672-1678), la communauté de la chartreuse Saint-Alban est contrainte de quitter les lieux en 1674, comme toutes les autres communautés religieuses des faubourgs de la ville, sur ordre du commandant français, le comte Pierre de Vignory, et les bâtiments sont détruits afin de ne laisser aucune possibilité aux troupes ennemies de se couvrir.
Entre 1680 et 1730, la nouvelle chartreuse est construite à son emplacement actuel à Merzlich (aujourd'hui Konz-Karthaus), d'après les plans de l'architecte de Mayence, Vitus Schneider. Cette fois-ci, elle est placée sous le vocable de saint Bruno, le fondateur de l'ordre en 1084. Il s'agit d'une somptueuse double chartreuse baroque avec vingt-quatre cellules prenant la forme de maisons individuelles avec pour chacune un jardin plutôt vaste, un immense cloître dont le préau est dessiné à la française, deux petits cloîtres contre la grande église et des bâtiments monastiques en forme de vaste édifice à deux avant-corps et deux cours intérieures.
La chartreuse est supprimée à la Révolution française et démolie en 1804. Les franciscaines achètent les ruines en 1855 et construisent un couvent. Après un incendie en 1884, il est reconstruit dans le style néo-baroque en 1885-1887. D'autres aménagements ont lieu en 1903, 1963 et 1987. Aujourd'hui son église Saint-Jean sert d'église paroissiale pour Konz-Karthaus et l'ancien couvent sert de maison municipale et de centre culturel.

## Prieurs
Le prieur est le supérieur d'une chartreuse, élu par ses comprofès ou désigné par les supérieurs majeurs.
- 1331 : Jean le Polonais, Johannes Polonnus von Echternach (†1350), profès de Seitz, le chapitre général lui confie les premiers priorats dans les chartreuses de Mayence, Trèves, Coblence, et enfin Cologne de 1335 à 1337/38, premier prieur de la chartreuse de Wurtzbourg, nommé par le chapitre général en 1348[2].
- ~1363 : Jean Ryle
- ~1419 : Jean de Rode